# Budomel

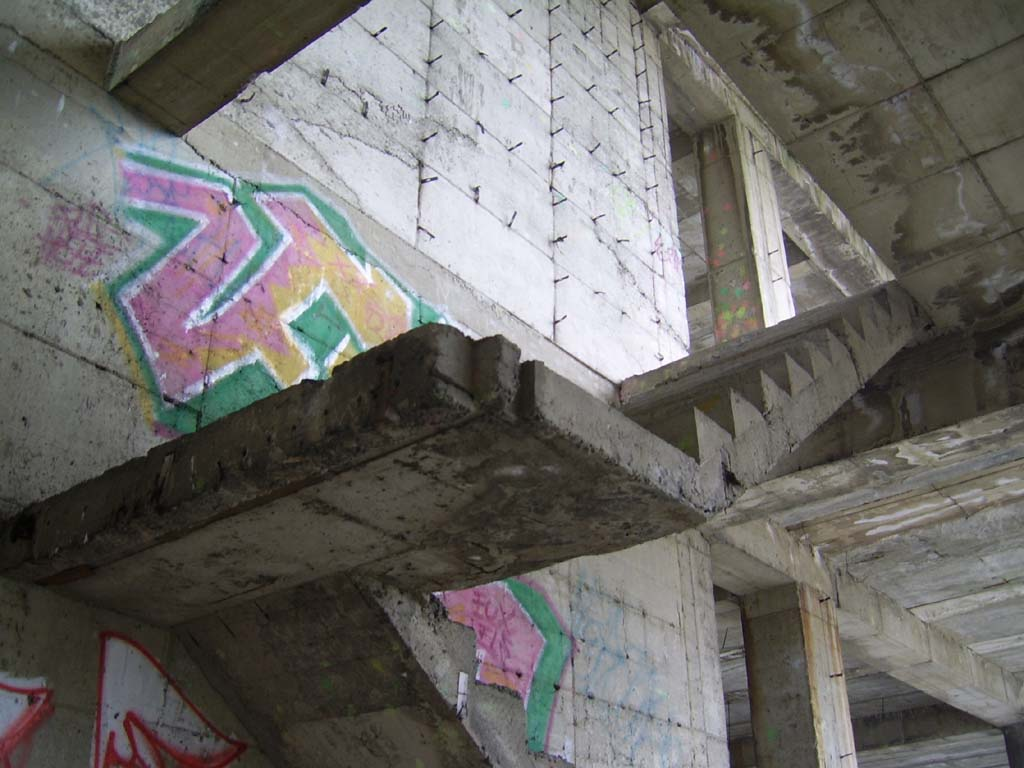
Klatka schodowa

Budomel – potoczna nazwa niewykończonego budynku w Poznaniu, na osiedlu Strzeszyn przy ul. Suwalskiej. Jest to kompleks dwóch budynków połączonych łącznikiem, budowany pod koniec lat 70. XX wieku z przeznaczeniem na Centralny Ośrodek Doskonalenia Kadr i Upowszechniania Postępu w Rolnictwie wraz ze stałą wystawą rolniczą.

## Wygląd zewnętrzny i wewnętrzny
Budomel to kompleks dwóch budynków. Pierwszy, niższy, składa się z dwóch kondygnacji naziemnych oraz piwnicy. Kondygnacje naziemne mają wysokość ok. 5 m. Spora wysokość, jak i duża ilość filarów podtrzymujących stropy sugerują pomieszczenie na parking. Integralną częścią niższego budynku jest także ogromna hala niewiadomego przeznaczenia. Drugi budynek kompleksu ma dziewięć kondygnacji naziemnych. Pierwsze dwie mają taką samą wysokość, jak w pierwszym budynku. Trzecia kondygnacja pozbawiona jest okien; rozwiązanie typowe dla magazynów i pomieszczeń gospodarczych. Kondygnacje 4-8. są typowe dla obiektów hotelowych - na każdej znajdują się 32 pokoje. Pośrodku każdego piętra znajduje się sporej wielkości hall z niezabezpieczonymi wejściami do szybów wind. W obiekcie znajdują się trzy klatki schodowe - jedna pośrodku i po jednej na każdym z końców budynku. Ostatnią kondygnację stanowi poddasze. Rozpościera się stamtąd widok na panoramę miasta.

## Aktualny stan obiektu
Obiekt jest w dużym stopniu zdewastowany. Wiele elementów wyposażenia zostało wymontowane przez zbieraczy złomu. Tylko nieznaczna część okien balkonowych zawiera metalowe barierki chroniące przed wypadnięciem. Szyby wind są również niezabezpieczone (oprócz jednego piętra, gdzie zalepiono je taśmami), co stwarza zagrożenie dla bezpieczeństwa zwiedzających. Budynek nie został uznany za grożący zawaleniem, jednak pewne elementy konstrukcji, zwłaszcza dachu i wyższych pięter, nie wyglądają zbyt pewnie i są narażone na niszczące działanie wody i śniegu. Budynek jest uznawany za niebezpieczny, co roku dochodzi tam do wypadków, głównie młodzieży (m.in. w 2008 zginął tu 28-letni mężczyzna zwiedzający obiekt). W lipcu 2009 r. Powiatowy Inspektor Nadzoru Budowlanego nakazał ogrodzić teren wokół budynku. Posesja posiada dozór pełniony przez agencję ochroniarską.
We wrześniu 2021 rozpoczęła się rozbiórka budynku.
W miejscu rozebranego obiektu powstawało osiedle rodzinne "Naturama", budowane przez dewelopera Nickel Development. Termin oddania osiedla do użytku, według dewelopera, to III kwartał 2023.

## Sytuacja prawna
Budynek i przyległe tereny stanowią własność osób, które wykupiły mieszkania od prywatnego inwestora, który uciekł za granicę. Poznańska firma Nickel stara się odkupić wszystkie udziały własności budynku, aby móc go wyburzyć i zrealizować swoje plany budowlane.